# Atahualpa (Montevideo)
Atahualpa és un barri de Montevideo, Uruguai. Limita amb els barris de Prado a l'oest, Aires Puros al nord, Brazo Oriental a l'est i Reducto al sud.

## Mapa

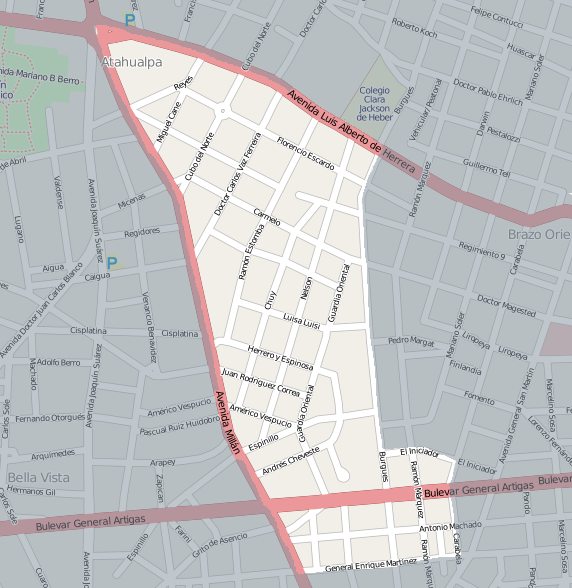
Mapa d'Atahualpa amb els carrers principals.